# The Girl
The Girl (bra: A Garota) é um telefilme britano-sul-africano-estadunidense de 2012, do gênero drama biográfico, dirigido por Julian Jarrold para os canais HBO e BBC, com roteiro de Gwyneth Hughes baseado no livro Spellbound by Beauty, de Donald Spoto.

## Sinopse
Filme mostra a conturbada relação entre a atriz Tippi Hedren (Sienna Miller) e o cineasta Alfred Hitchcock (Toby Jones) durante as gravações dos longas Os Pássaros e Marnie.

## Elenco
- Toby Jones... Alfred Hitchcock
- Sienna Miller... Tippi Hedren
- Penelope Wilton... Peggy Robertson
- Imelda Staunton... Alma Reville
- Candice D'Arcy... Josephine Milton
- Carl Beukes... Jim Brown
- Conrad Kemp... Evan Hunter

## Prêmios e indicações
Golden Globe Awards (2013)
- Indicado
  - Melhor telefilme[carece de fontes?]
  - Melhor atriz em telefilme (Sienna Miller)[carece de fontes?]
  - Melhor ator em telefilme (Toby Jones)[carece de fontes?]

Satellite Awards
- Indicado
  - Melhor atriz em minissérie/filme (Sienna Miller)[carece de fontes?]

Broadcasting Press Guild Awards
- Indicado
  - Melhor atriz em minissérie/filme (Sienna Miller)[carece de fontes?]